# بكتيريا أرجوانية كبريتية
بكتيريا كبريت أرجوانية (بالإنجليزية: purple sulfur bacteria ) هي مجموعة من أنواع بروتيوباكتيريا في استطاعتها التمثيل الضوئي وهي توصف في مجموعها بكونها بكتيريا أرجوانية . وهي لا تحتاج إلى الهواء، وتوجد غالبا في الينابيع الساخنة أو في المياه الراكدة .
تختلف بكتيريا الكبريت الأرجوانية عن النباتات في كونها لا تستغل الماء كمادة مختزلة، فهي لا تنتج الأكسجين . ولكنها تستغل كبريتيد الهيدروجين وتؤكسده لتنتج حبيبات صغرية من عنصر الكبريت. كما يمكنها في مرحلة تالية أكسدة الكبريت وتحوله إلى حمض الكبريتيك.

## اقرأ أيضا
- بكتيريا تختزل الكبريت
- كبريتيد الهيدروجين
- تمثيل كيميائي
- فوهة مائية حرارية
- بكتيريا كبريت خضراء